# Oliver Schwartz

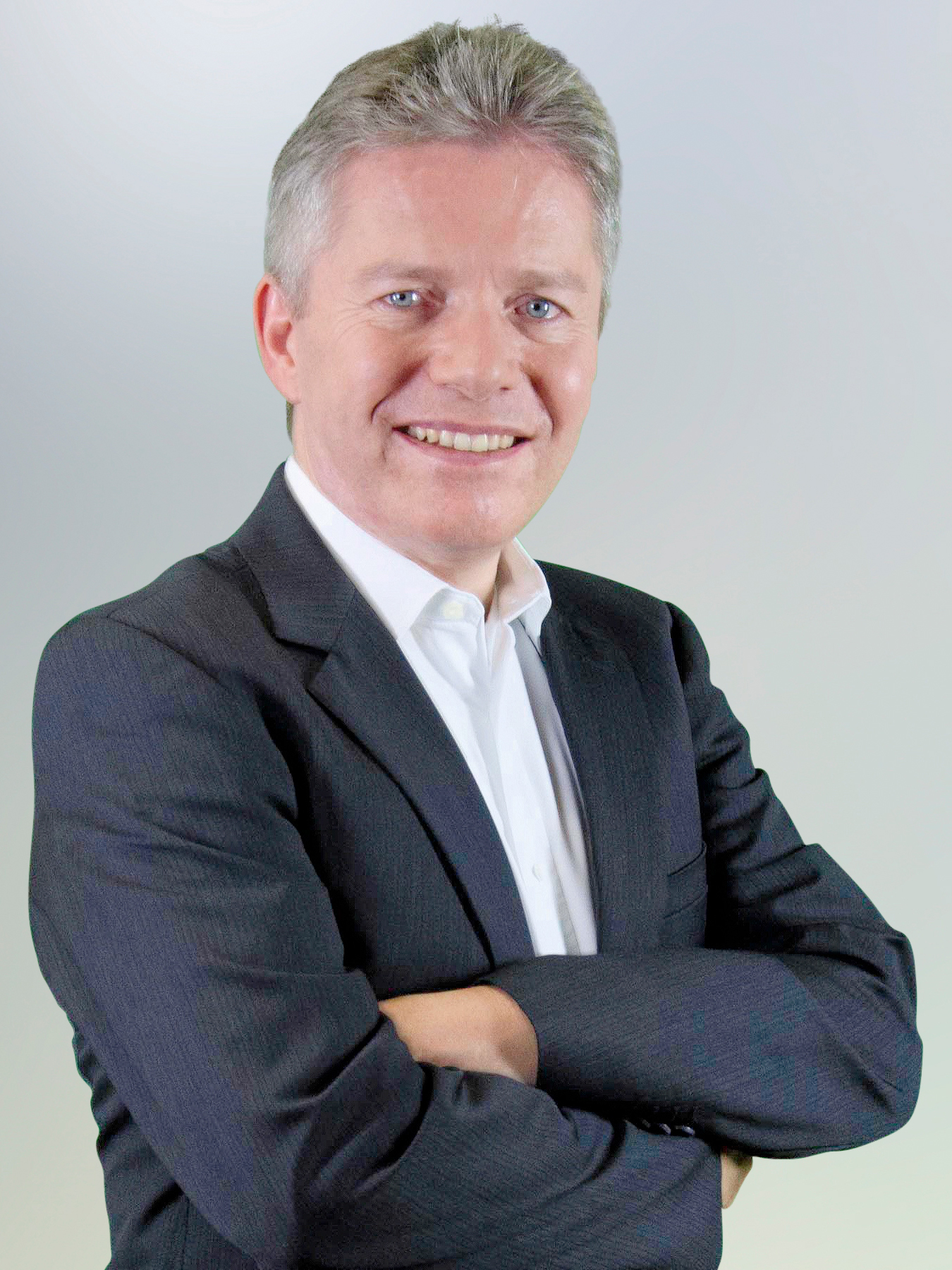
Studio-Portraitfoto von Oliver Schwartz

Oliver Schwartz (* 20. Mai 1968 in Bonn) ist ein deutscher Autor, Podcaster, Vortragsredner und Kommunikationsberater mit dem Schwerpunkt Künstliche Intelligenz und Unternehmenskommunikation. Er ist zudem Herausgeber eines Online-Fachmagazins und als Moderator mehrerer Podcast-Formate tätig.

## Leben
Oliver Schwartz studierte Rechtswissenschaften an der  Rheinischen Friedrich-Wilhelms-Universität in Bonn. Anschließend absolvierte er einen MBA in International Management and Communications an der FHWien der WKW in Wien. In den 1990er- und 2000er-Jahren war er in leitenden Positionen in der Unternehmenskommunikation verschiedener Technologieunternehmen tätig, darunter U.S. Robotics,  Palm Computing, 3Com, ELSA AG, fotoYou AG,  WEB.DE AG,  ComBOTS AG, Netviewer AG und IntelliShop AG. Schwartz lebt seit 2004 in Karlsruhe.

## Wirken
Seit 2019 arbeitet Schwartz als Interim-Manager  und Berater für strategische Unternehmenskommunikation sowie als Autor und Publizist. Er moderiert mehrere journalistische und themenspezifische Podcasts, tritt als Vortragsredner auf und ist seit 2023 Mitherausgeber des Online-Magazins KI Expertenforum.

## Veröffentlichungen

### Sachbücher und Fachbücher (Auswahl)
- Chief Corporate Storyteller, Wiley, Weinheim 2025, ISBN 978-3-527-51237-9
- KI ist Chefsache!, Wiley, Weinheim 2024, ISBN 978-3-527-51205-8
- Visuelle Kommunikation im Mittelstand, tredition, Ahrensburg 2024, ISBN 978-3-384-20061-7
- 30 Minuten ChatGPT, GABAL, Offenbach 2024, ISBN 978-3-96739-190-9
- Corporate Podcasts, GABAL, Offenbach 2024, ISBN 978-3-96739-189-3

### Reportagen und TV-Dokumentationen (als Regisseur und Autor)
- Kambodscha – Faszinierendes Reich der Khmer, Turtle-Media, 2015, ISBN 978-3-9808829-5-8
- Geheimnisvolles Laos – Juwel am Mekong, Turtle-Media, 2008, ISBN 978-3-9808829-4-1
- Vietnam – Ein Land im Aufbruch, Turtle-Media, 2003, ISBN 978-3-9808829-0-3

## Podcasts (Auswahl)
- Turtlezone – Der Interview-Podcast (seit 2019)[7]
- Turtlezone Tiny Talks (seit 2020)[8]
- Turtlezone Blended Communication (seit 2021)[9][10][11]
- MS & Ich – Der Nurse Podcast (seit 2023)[12]
- PresseBox Expertenstimmen (seit 2024)[13]

## Herausgeberschaft
- KI Expertenforum, Online-Magazin, seit 2023, ISSN 2943-8918[14]